# Zundeliomyces
Zundeliomyces — рід грибів родини Microbotryaceae. Назва вперше опублікована 1987 року.

## Класифікація
До роду Zundeliomyces відносять 1 вид:
- Zundeliomyces polygoni.

## Поширення
Знайдений на квітках Polygonum alpinum в Казахстані.